# Sparagmit
Sparagmit (från latin sparagma: fragment) är en grovkornig, fältspatrik (mikroklin) sandsten, gråvacka och konglomererade lager, som namngavs av Jens Esmark 1829.
Sparagmit förekommer i den skandinaviska fjällkedjan och deponerades under neoproterozoikum till början av kambrisk tid. Avsnitt av sparagmit flyttades flera hundra kilometer under kaledoniska kollisionen.